# 牡丹峰
牡丹峰是朝鮮民主主義人民共和國首都平壤市中心牡丹峰區域的小山丘，標高95m，以風景名勝和政治象徵聞名。它常常與金日成和金正淑的抗日歷史聯繫起來，而金日成1940年代在牡丹峰腳下發表的演說更為其增加政治意义。現在的牡丹峰包括了凱旋門、金日成競技場等極具象徵意義的標誌物。
牡丹峰周圍的知名景點還有凱旋青年公園、玉流館等。

## 外部連結
Naenara：朝鮮民主主義人民共和國. "朝鮮旅遊". 鏈接. 上次檢索於 Mar. 6, 2006.
朝鮮中央通訊社圖片集：牡丹峰紅葉異彩奪目
39°02′28.27″N 125°45′34.38″E / 39.0411861°N 125.7595500°E